# Stendös i snö
Stendös i snö (tyska: Hünengrab im Schnee) är en oljemålning av den tyske konstnären Caspar David Friedrich från 1807. Målningen ingår i Galerie Neue Meisters samlingar i Dresden sedan 1905. 
Målningen är ett av Friedrichs tidigaste verk och föreställer en dös i Gützkow i Mecklenburg-Vorpommern. Graven, från yngre stenåldern, blev borttagen på 1820-talet. Friedrich placerade ofta fornlämningar och ruiner i sina romantiska landskap, till exempel i Stendöse i höstlandskap (Hünengrab im Herbst, 1820, också Galerie Neue Meister), Träd med kråkor (1822, Louvren) och Promenad i skymningen (1830–1835, Getty Center). Han inspirerade också en rad kollegor att måla liknande motiv såsom vännen Johan Christian Dahl (Stendös i snö, Vordingborg, 1825) och dansken Johan Thomas Lundbye (En gammal gravhög vid Raklev på Refsnæs, 1839).  

## Relaterade målningar

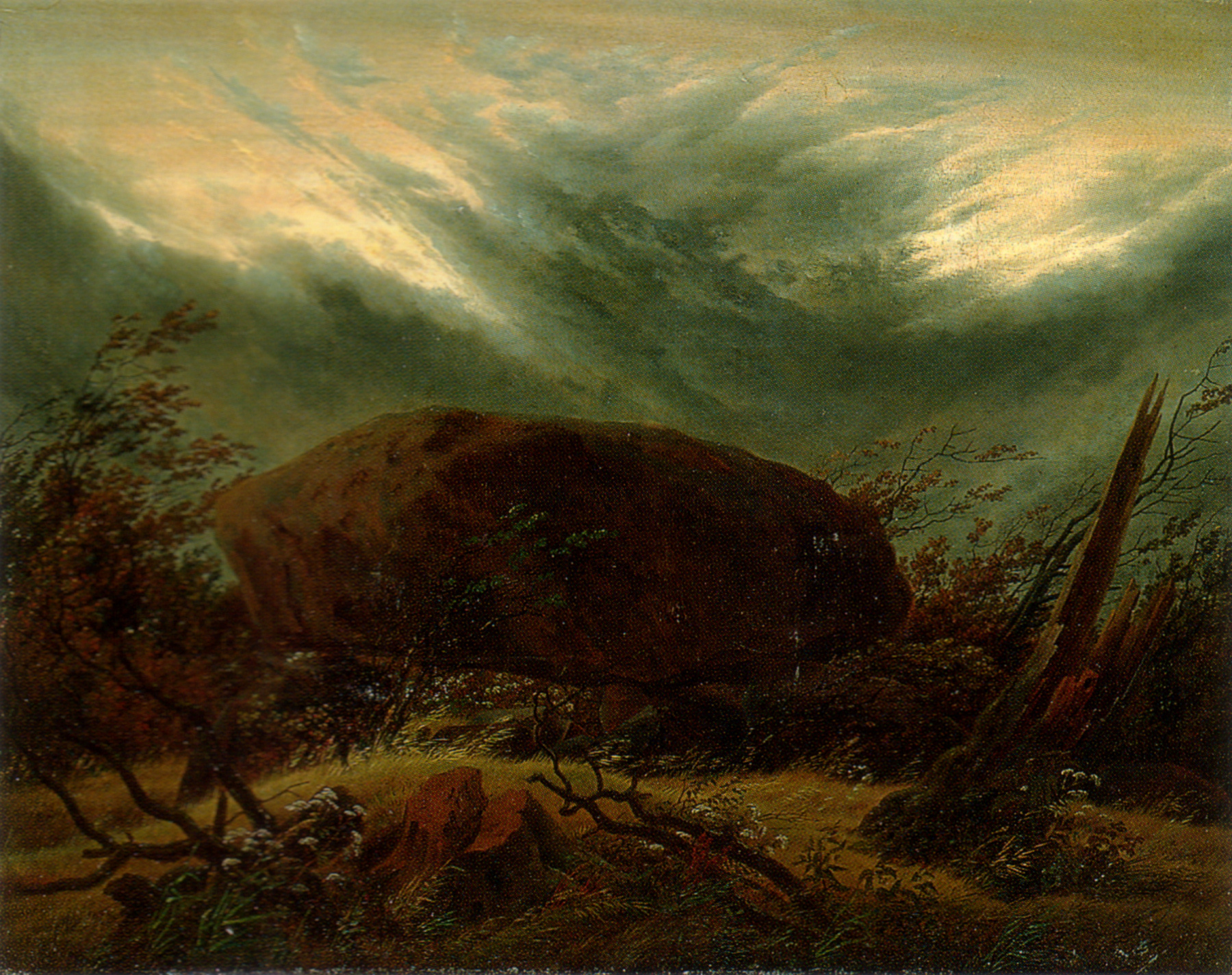
Friedrichs Stendöse i höstlandskap (Hünengrab im Herbst, 1820), Galerie Neue Meister.
Friedrichs Promenad i skymningen (1830–1835), Getty Center.